# ATTO-Turm

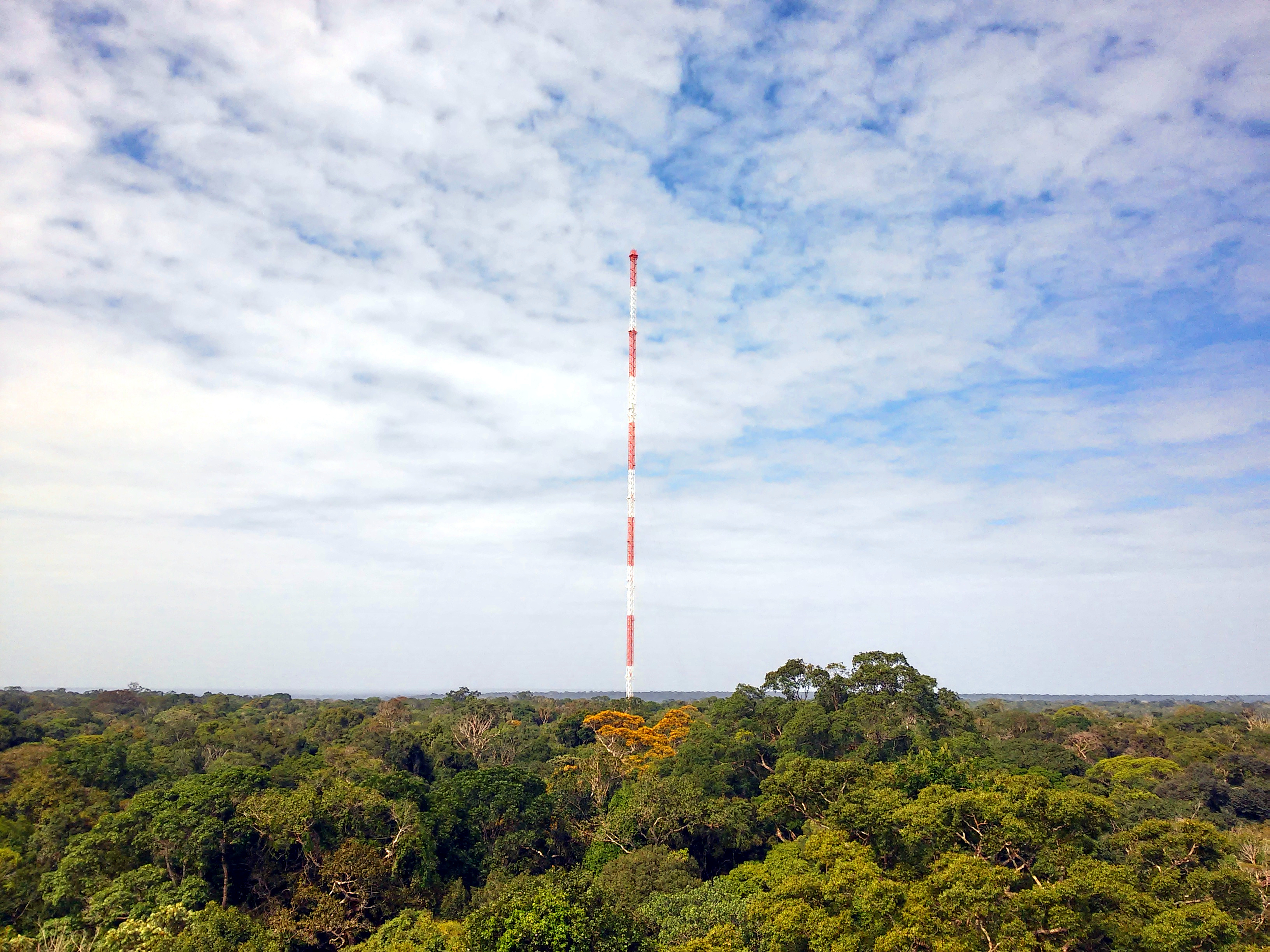
ATTO-Turm

Der ATTO-Turm ist ein 325 Meter hoher Turm aus Stahl inmitten des brasilianischen Amazonas-Regenwalds in der Nähe von São Sebastião do Uatumã.
ATTO ist ein deutsch-brasilianisches Projekt, das dazu dient, das Biom Tropischer Regenwald – und wie dieser auf die globale Erwärmung reagiert – zu erforschen. ATTO steht für „Amazon(ian) Tall Tower Observatory“. Die Baukosten sind mit rund 8,4 Millionen Euro angegeben. 50 Prozent kommen vom deutschen Bundesministerium für Bildung und Forschung, die andere Hälfte von der brasilianischen Seite. Der „Schwesterturm“ ZOTTO Zotino Tall Tower Observation Facility steht in der sibirischen Taiga.
Durch ATTO werden laut einer Presseerklärung des Bundesministeriums für Bildung und Forschung „Klima-Beobachtungen in unterschiedlichen Höhen der Atmosphäre möglich, die bislang so nicht realisierbare Messergebnisse zur Treibhausgasbilanz und zu den komplexen Wechselwirkungen zwischen Landoberfläche und Atmosphäre liefern.“ Deutsche und brasilianische Wissenschaftler würden dazu in einem Waldgebiet forschen, das „weit entfernt von Störungen durch menschliche Einflüsse liegt“.
Der Umweltturm werde dazu beitragen, die klimarelevanten chemischen und physikalischen Prozesse über dem Amazonasgebiet „zu erfassen, zu bewerten und damit neue Grundlagen für den Klimaschutz zu schaffen.“ Vereinbart worden war der Bau zwischen Deutschland und Brasilien 2009, beide Länder finanzierten das Gemeinschaftsprojekt der Max-Planck-Institute für Chemie und für Biogeochemie sowie dem brasilianischen Bundesinstitut für Amazonasforschung Instituto Nacional de Pesquisas da Amazônia (INPA) und der Universität des Staates Amazonas (Universidade do Estado do Amazonas) mit je 4,2 Millionen Euro, so Informationen auf der BMBF-Webseite.
Nach einem Jahr Bauzeit wurde ATTO am 22. August 2015 eröffnet.